# Only Sense Online -オンリーセンス・オンライン-
『Only Sense Online -オンリーセンス・オンライン-』は、アロハ座長による日本のライトノベル。2012年3月から『小説家になろう』にて『Only Sense Online』のタイトルで連載されており、2014年4月から書籍版が富士見ファンタジア文庫（KADOKAWA）より『Only Sense Online -オンリーセンス・オンライン-』のタイトルで刊行されている。イラストは18巻までゆきさんが担当していたが、19巻以降はmmuに変更されている。2025年5月時点で電子版を含めたシリーズ累計発行部数は300万部を突破している。
『エイジプレミアム』（KADOKAWA）にて羽仁倉雲によるコミカライズ版がVol.41からVol.49（休刊号）まで連載され、エイジプレミアムの休刊に先駆けて『月刊ドラゴンエイジ』（同社）2015年7月号から移籍連載されている。

## あらすじ
主人公の峻はネットゲーム「Only Sense Online（略称：OSO）」の近日正式オープンに合わせて家族や親友たちと「エンジョイ勢」として一緒にゲームを楽しんでいた。そして、正式オープン当日になり、峻もOSOをプレイすることになるが、OSOではプレイヤー本人の容姿を投影してキャラクターエディットが行われる。峻は中性的な容姿だったことからシステムが性別を誤認し、女性キャラクター・ユンとして登録されてゲームの世界に飛び込んでいくこととなる。

## 登場人物
ユン (Yun)
本作の主人公。見習い生産職の初心者である女性キャラクター。リアル世界では峻（しゅん）という名前の男性である。アバターを作る際に顔写真を取り込んだが、本人にとってもコンプレックスである女顔によってシステムに女性と誤認されたバグである（名前も「SYUN」とするはずが打ち損じて「YUN」となっている）。「俺は男だ」が口癖となっているが、ゲーム内では男性専用エリアに入れなかったり、クエストなどで特別装備がされた際にも女性用装備が選択されている。両親が共働きで家事を受け持っており、元来世話好きで料理も上手いなど女子力が高く、OSOでは「保母さん」という二つ名がある人気者。勉強に関しては当たり前な事を当たり前に熟していくタイプで、友人の巧からはノートや宿題をたかられている。
OSOではサポート役を目指したセンスをとるが、ミュウから不遇系のチョイスとダメ出しされる。その後もマイペースでキャラを育てるうちにセンスの組み合わせで新しいアイテムを作ったりしている。薬草などを安定確保するために他のプレイヤーは見向きもしない畑を買い、そこから得た薬草で作ったポーションや丸薬といった消費アイテムを格安販売する店「アトリエール」を営むようになる。本人は自覚がないがモブを倒したりした際にアイテムを得られるドロップ運が高い。クエスト等で手に入るアイテムでも、デメリットがあって利用価値が低いものをコレクションしている。
戦闘では長弓をメイン武器とし、サブウェポンとして包丁を使っている。「付加術（エンチャント）」というバフ・デバフによって敵味方のステータスを増減させる。自身が目立ちたくないという理由で隠蔽型に装備品を強化していった結果として暗殺者やレンジャーの様に相手に気取られず戦う能力が高い。生産では錬金や合成、調薬・細工・鍛冶や料理もする。生産活動では、地道な検証を行いアイテムの完成度を高めるのに一役買っている。料理でも日頃の家事経験からかバフがつくという（ゲーム内では）高級品を作っているが、満腹度回復の食事や、お茶請けやなんかに普通に出している。ギルドが乱立した際に勧誘が増え、目立たず活動するために装備強化したことを切っ掛けに隠密系統のセンスも得ている。
本作のシリーズ累計発行部数が100万部を突破した記念として開催された「キャラクター人気投票」では1位を獲得している。
エンチャントストーン、マジックジェム
付加術でユンが作り出したアイテム。キーワードで効果を発動したら壊れるという使い捨てだが、該当するセンスが無くても使える。
エンチャントストーンは磨いた石にステータス向上の付加術を込めた物で種類によって色分けして販売している。
マジックジェムは魔法を込められるようになったが、素材としては宝石しか使えず生産コストも高いため、「自分専用」としている。込められた魔法は地属性魔法の「ボム」や「クレイシールド」。攻撃魔法を複数個同時に発動すると、連鎖効果で威力が倍増する。

ミュウ (Myu)
片手剣と光魔法を扱う聖騎士の女性キャラクター。リアル世界では峻の実妹・美羽（みう）である。ゲーマーで成績が下降気味になりやすいため、学業を優先させ家事は峻が仕切っている。
OSOでは身体能力を高めるセンスを取っているが、漫画版カバー下4コマによると、体育の授業中やったこともないバク転に成功してしまったという。
セイ (Sei)
水属性を操る純魔法職の女性キャラクター。OSO内でも大きなギルド「ヤオヨロズ」のサブマスター。リアル世界では峻の実姉・静（しずか）である。進学して家を出ており、ゲーム内ならすぐに会えるというのもOSOを勧められた理由。プレイヤーとしてのスキルは高いが、物欲センサーが働くのかドロップ運が低く、モブを倒しても欲しいアイテムがドロップしない。
上述の「キャラクター人気投票」では5位を獲得している。
タク (Taku)
片手剣の二刀流を使う剣士の男性キャラクター。リアル世界では峻の悪友・上屋巧（かみや たくみ）であり、峻がOSOを始めるきっかけ作っている。ゲーマーで成績は下降気味だが、勉強は最低限で済ませるために峻にノートや宿題をたかっている。
ゲーム内ではユンと親しくしているため周囲の男どもの嫉妬を受けているが、タク自身が明確な訂正をしないため「ミュウやセイを含めた三姉妹と付き合っている」という誤解が広まっている。
マギ (Magi)
トップ生産職・鍛冶屋兼武器商人の女性キャラクター。のちに生産ギルドの代表となる。ユンのサブ武器である包丁シリーズや採掘用のピッケルは彼女の作品。自身が戦闘を行う際には斧やハンマー、槍を使うが、主に投擲している。
上述の「キャラクター人気投票」では3位を獲得している。
クロード（Clode）
トップ生産職・裁縫師兼防具商人の男性キャラクター。戦闘では闇属性の魔法を使う。のちに生産ギルドの副代表となる。OSO内では仕立て工房兼喫茶店でもある「コムネスティー喫茶洋服店」を経営している。現実でもアパレル関係の仕事か勉強をしているようで、見目の良い者を見つけると似合う服を勧めて着せ替えようとしており、ユンやリーリーも度々コスプレさせられている。
気に入った作品（防具）には「クロード・シリーズ（CS）」として固有名を付けており、ユン、マギ、リーリーの装備もそうである。
リーリー（Lyly）
トップ生産職・木工職人兼武器商人の男性キャラクター。見た目が幼い上ノリが良く、セーラー服や魔女っ子衣裳などクロードの作った衣装もノリノリで着ることがある。戦闘では短剣の二刀流。
ユンのメイン武器である「黒乙女の長弓」を製作した。

### タクのパーティ
タクを含めた5人で活動している。本来6人のパーティ枠が常に1人分空いているため、ユンが臨時で加わることが多い。
ケイ
鎧と楯に身を固めた男性キャラクターで、パーティの盾役。ストイックで真面目なタイプだが、マミと付き合っていると知られたPvP大会の予選バトルロイヤルでは、開始直後に非リア充なプレイヤーたちから袋叩きに遇って脱落していた。
マミ
複数の属性を扱う魔法職で、メガネを掛けた女性キャラクター。基本仲間は呼び捨てのタクからは「マミさん」と呼ばれている。
ミニッツ
回復役の女性キャラクター。金髪の美人だが、タクとユンの掛け合いを見てニヤニヤしている。結構パワフルで、悪魔に効く黄金のインゴットを野球のノックの様にメイスで打ち込んでいた。新しいエリアに入ると装備を購入して楽しむ傾向もある。
ガンツ
格闘家というイロモノな感じの男性キャラクター。格闘センスを装備したままだと触れる行為にはすべて攻撃判定が発生する。

### ミュウのパーティ
ミュウを含めた6人で活動している。パーティ枠は埋まっているため、ユンを加える際には1人抜けたりして入れ替わっている。
ルカート（Lucato）
大剣使いの女性キャラクター。戦闘時にはリーダーを務める真面目な子で、おふざけや暴走の多いミュウのブレーキ役。
ヒノ（Hino）
大槌使いの女性キャラクター。 ミュウとはβ時からの知り合いで、一緒になって騒いでいることが多い。
トウトビ（Toutobi）
短剣使いの女性キャラクター。忍者やアサシンの様なスタイルで戦う。恥ずかしがり屋なのであまり大声を出すことがない。
上述の「キャラクター人気投票」では2位を獲得している。
リレイ（Rirei）
火属性の魔法を使う女性キャラクター。女の子好きで、よく妄想垂れ流して暴走した挙句、コハクにツッコミを喰らっている。
コハク（Kohaku）
風属性の魔法を使う女性キャラクター。メガネに和装というスタイルでリレイのツッコミ役だが、戦闘時の連携は上手い。髪を結っているため普段は釣り目気味だが、解くと印象が変わる。

### ヤオヨロズ
ミカヅチ
ギルド「ヤオヨロズ」を主宰する女性キャラクター。さっぱりした性格の棒使い。呑兵衛で女子力は低くギルメンからも「カリスマはあっても色気がない」と評されている。
ラングレイ
生産職の男性キャラクター。細工師。上半身は素肌にアクセサリを付けて短めの上着を羽織っている。をしている。
オトナシ
生産職の男性キャラクター。鍛冶師。丹前のような服を着ている。

### その他のキャラクター
レティーア
テイマーを目指す女性キャラクター。調教センスでモブを使役している。元々食い意地が張っているタイプだったが、使役モブをほぼ常時召喚しているためMPや満腹度が低下しやすく四六時中何か食べている。ライナードやアルファードと「新緑の風」というギルドを作る。使役モブには大型もいるため、ギルドマスターなのに馬小屋が専用ルームになっている。ユンやエミリ、ベルと比べると若干小柄で、コムネスティー喫茶洋服店のヘルプに入った際に支給されたメイド服は丈が余っていた。
ライナード、アルファード
双子の姉弟キャラクター。OSOがオープンしてしばらくしてから入ってきた後発プレイヤー。初心者だが、チュートリアルをすっ飛ばしたため、モブに苦戦していたところをユンと知り合う。
姉のライナードは槍を使う戦士。猪突猛進で行動に実力や思考が追いつかず、失敗することが多い。
弟のアルファードは魔法使い。考える力はあるが、姉に振り回される苦労人。
エミリ / エミリオ
「素材屋」を名乗る女性キャラクター。生産職であり、錬金と合成によって素材アイテムを生産している。当初は変装アイテムでエミリオと言う名前に偽装していた。戦闘では連接剣や自作の合成モブを使う。
正体は峻や巧のリアルでのクラスメイトで、クラス委員長を務める遠藤絵美里（えんどう えみり）。
上述の「キャラクター人気投票」では4位を獲得している。
ベルガモット
通称ベル。ギルド「ケモモフ同好会」を主宰する女性キャラクター。ギルド名通り、もふもふのモブが大好きでレティーアとよく組んでいる。使用武器はバール。
シチフク
ギルド「OSO漁業組合」を主宰する男性キャラクター。水辺で釣りなどを楽しんでいたギルドだが、海洋エリアが開放されたことで生産ギルドを巻き込んで大型船を建造し楽しんでいる。船作りに際して経費削減のため木工センスを取っており、ギルメン共々リーリーの工房に弟子入りしたこともある。
フレイン
PKギルド「獄炎隊」を主宰する男性キャラクター。対人戦闘好きでPvPだけでは満足できずPKを始めた。しかし便乗犯や野放図にPKを行う連中が増えたことから、一度ギルドを解散して仕切り直し、PKをする側もされる側も互いに利益のある「賞金首システム」を作って活動している。
イワン
登山が趣味の男性キャラクター。OSO内でも「登山センス」をとってフリークライミングをしている。

### NPC
OSOの中でキャラクターに関わるモブ。クエストやイベントに関わる場合は決まった対応になるが、それ以外では普通に対応してくる。
キョウコ
農夫の娘。ユンに雇われてアトリエールの店番やお使い、畑の管理などをしている。
リウイ、ザクロ
キャンプイベントでユンと使役モブとして契約した幼獣。
リウイはユニコーン。姿を隠す幻術や回復、浄化の術が使える。自身が認めない相手には触れさせないなど気難しい性格。成獣化することで能力全般が向上し、ユンを騎乗させて走ることができる。
ザクロは空天狐という二尾の狐。狐火などを使うほか、成獣化することで三尾となってユンに憑依する能力を持つ。憑依されるとユンは狐耳と三本の尻尾が生えてステータスが向上、尻尾は自動的に身を護る動きをする。
プラン / イタズラ妖精
妖精イベントでユンに憑いた風妖精。イベント後に解放されてから蜂蜜などを持ってアトリエールを訪れ、お菓子と交換している。長いことイタズラ妖精と呼ばれていたが、プランと名付けられたことで召喚契約した。
リクール、クツシタ、ネシアス
キャンプイベントでマギ、クロード、リーリーと使役モブとして契約した幼獣。
リクールはフェンリル。氷魔法を使い、成獣化するとマギが騎乗できるほどのサイズになる。
クツシタは幸運猫（ラックキャット）。接触することで一時的に運をやり取りする能力がある。
ネシアスは不死鳥。成獣化すると蘇生ができるが、リーリーの最大MPの半分くらい消費する。
ハル、ナツ、アキ、フユ、ムツキ、キサラギ、ウヅキ
草食獣、ミルバード、ウイルォーウィスプ、フェアリーパンサー、ガネーシャ、ラナーバグ、水竜といったレティーアの使役モブ。特に理由がない限りは召喚したまま連れ歩いていることが多い。等価交換でアイテムを出したりできるほか、戦闘や移動時にも活躍している。
スライム、ジェル
ユンが作った合成モブ。きっかけはマミからペットになるモブが欲しいと依頼されたこと。スライムは使い捨てにもされる使役モブ。ジェルはペットが欲しいというマミに売ったほか、水、土、火など属性を持たせたものを作って畑の管理や懐炉や水枕代りに使っている。
薬屋のオババ
冬のクエストイベントで知り合った薬屋。ユンにポーションのレシピを教えたり、素材を売ってくれた。

## 作風
VRMMORPGを舞台にするネットゲームを題材としているが、ゲーム世界に転生するのではなく、日常と共にあるゲームプレイの様子が描かれている。本作ではシステム上、ゲーム世界のキャラクターがリアル世界の自身の容姿を反映したものになっているため、「OSO」の世界にはネカマが基本的に存在しないようになっている。しかし、主人公の峻は中性的な容姿ゆえに女性キャラクターとして登録されてしまったことから、ゲーム世界で出会うキャラクターたちは峻を女性だと勘違いしながらコミュニケーションを取ってくる。

## 制作背景
作者はVRMMOというテーマで執筆を始める際に、強くはないが自分のペースで楽しむ主人公を描きたいと考えており、チート系主人公や無双系主人公は絶対に取り入れないことに決めていた。主人公がシステムの誤認識で女性キャラクターとして登録されるという設定は作者がTS好きであることに起因する。また、TSを取り入れたもう一つの理由として、チートなどに拘らず執筆する以上はプラスアルファとしてニッチな層にウケる要素を組み込むことを意識したからだという。
作者は学生時代に友人がプレイしていたオンラインゲームを横目で眺めていたが、そのゲームは自由度が低かったことからもっと誰もが平等に自由に楽しめるシステムのゲームが出来ないかと考えた結果、「OSO」が誕生したと述べている。また、「OSO」はローグライクゲームから得たアイディアも少なくないという。
書籍化にあたって、WEB版から大幅な改稿が行われている。この理由として、作者は自身が面白いと感じた要素をすぐさま組み込んで「小説家のなろう」（以下「なろう」）に投稿しており、これが「なろう」の良さであるとも述べているが、前述の作者の執筆スタイルでは文庫という分量の決められた一冊の中で起承転結を描くことができないためだとしている。

## 評価
『ラノベニュースオンライン』はユンが男性であることを知りながらも、ゲーム世界の中で時折描かれる「可愛さ」にハマる読者がいることは間違いないとコメントしている。また同サイトは、ユンがゲームを楽しんで遊んでいる様子が読者にダイレクトに伝わる点が本作における最大の魅力と言っても過言ではないとコメントしている。

## 既刊一覧

### 小説

#### 本編
- アロハ座長（著）・ゆきさん（イラスト[注 6]、キャラクター原案[注 7]）・mmu（イラスト[注 7]） 『Only Sense Online -オンリーセンス・オンライン-』 KADOKAWA〈富士見ファンタジア文庫〉、既刊23巻（2024年4月19日現在）
  1. 2014年4月25日初版発行（4月19日発売[11]）、ISBN 978-4-04-070089-2
  2. 2014年6月25日初版発行（6月20日発売[12]）、ISBN 978-4-04-070124-0
  3. 2014年10月25日初版発行（10月18日発売[13]）、ISBN 978-4-04-070363-3
  4. 2015年2月25日初版発行（2月20日発売[14]）、ISBN 978-4-04-070364-0
  5. 2015年5月25日初版発行（5月20日発売[15]）、ISBN 978-4-04-070581-1
  6. 2015年8月25日初版発行（8月20日発売[16]）、ISBN 978-4-04-070582-8
  7. 2015年10月25日初版発行（10月20日発売[17]）、ISBN 978-4-04-070583-5
  8. 2016年1月25日初版発行（1月20日発売[18]）、ISBN 978-4-04-070584-2
  9. 2016年5月25日初版発行（5月20日発売[19]）、ISBN 978-4-04-070884-3
  10. 2016年9月25日初版発行（9月17日発売[20]）、ISBN 978-4-04-070889-8
  11. 2017年1月20日初版発行（同日発売[21]）、ISBN 978-4-04-070890-4
  12. 2017年5月20日初版発行（同日発売[22]）、ISBN 978-4-04-072300-6
  13. 2017年9月20日初版発行（同日発売[23]）、ISBN 978-4-04-072301-3
  14. 2018年1月20日初版発行（同日発売[24]）、ISBN 978-4-04-072305-1
  15. 2018年5月20日初版発行（5月19日発売[25]）、ISBN 978-4-04-072727-1
  16. 2018年12月20日初版発行（同日発売[26]）、ISBN 978-4-04-072728-8
  17. 2019年4月20日初版発行（同日発売[27]）、ISBN 978-4-04-072730-1
  18. 2019年11月20日初版発行（同日発売[28]）、ISBN 978-4-04-073302-9
  19. 2020年11月20日初版発行（同日発売[29]）、ISBN 978-4-04-073303-6
  20. 2021年3月20日初版発行（3月19日発売[30]）、ISBN 978-4-04-074027-0
  21. 2022年2月20日初版発行（2月19日発売[31]）、ISBN 978-4-04-074028-7
  22. 2023年4月20日初版発行（同日発売[32]）、ISBN 978-4-04-074691-3
  23. 2024年4月20日初版発行（4月19日発売[33]）、ISBN 978-4-04-075464-2

#### 外伝
- アロハ座長（著）・ゆきさん（イラスト） 『Only Sense Online 白銀の女神 -オンリーセンス・オンライン-』 KADOKAWA〈富士見ファンタジア文庫〉、全3巻
  1. 2015年12月25日初版発行（12月19日発売[34]）、ISBN 978-4-04-070772-3
  2. 2016年12月20日初版発行（同日発売[35]）、ISBN 978-4-04-072093-7
  3. 2017年11月20日初版発行（11月17日発売[36]）、ISBN 978-4-04-072523-9

### 漫画
- アロハ座長（原作）・ゆきさん（キャラクター原案）・羽仁倉雲（作画） 『Only Sense Online -オンリーセンス・オンライン-』 KADOKAWA〈ドラゴンコミックスエイジ〉、既刊21巻（2025年5月9日現在）
  1. 2015年5月20日発売[37]、ISBN 978-4-04-070601-6
  2. 2015年12月16日発売[38]、ISBN 978-4-04-070788-4
  3. 2016年5月20日発売[39]、ISBN 978-4-04-070879-9
  4. 2016年12月20日発売[40]、ISBN 978-4-04-072111-8
  5. 2017年5月20日発売[41]、ISBN 978-4-04-072279-5
  6. 2017年11月17日発売[42]、ISBN 978-4-04-072493-5
  7. 2018年5月19日発売[43]、ISBN 978-4-04-072708-0
  8. 2018年12月7日発売[44]、ISBN 978-4-04-072946-6
  9. 2019年5月9日発売[45]、ISBN 978-4-04-073156-8
  10. 2019年11月9日発売[46]、ISBN 978-4-04-073391-3
  11. 2020年5月9日発売[47]、ISBN 978-4-04-073654-9
  12. 2020年11月9日発売[48]、ISBN 978-4-04-073871-0
  13. 2021年6月8日発売[49]、ISBN 978-4-04-074119-2
  14. 2021年12月9日発売[50]、ISBN 978-4-04-074349-3
  15. 2022年5月9日発売[51]、ISBN 978-4-04-074532-9
  16. 2022年10月7日発売[52]、ISBN 978-4-04-074721-7
  17. 2023年5月9日発売[53]、ISBN 978-4-04-074957-0
  18. 2023年10月6日発売[54]、ISBN 978-4-04-075168-9
  19. 2024年5月9日発売[55]、ISBN 978-4-04-075435-2
  20. 2024年10月9日発売[56]、ISBN 978-4-04-075637-0
  21. 2025年5月9日発売[3]、ISBN 978-4-04-075913-5